# قطيفة البحر الأبيض
قطيفة البحر الأبيض أو سندار أو تفلة أو فس الكلب (الاسم العلمي: Amaranthus graecizans)، نوع نباتات حولي من فصيلة القطيفية. موطنها الأصلي هو إفريقيا وجنوب أوروبا وشرق آسيا والهند وآسيا الوسطى. وطّن في أمريكا الشمالية والإمارات العربية المتحدة حيث ينتشر في مدينةالعين والهير ودبي وينمو في الأماكن المهجورة المتملحة.